# 横尾忠则
横尾忠则（日语：／ Yokoo Tadanori，1936年6月27日—），日本美术家、装帧设计者。出生于兵库县西胁市。是西胁市名誉市民。弟弟成濑政博同为画家、插画师，自1997年起负责「周刊新潮」封面创作。长女横尾美美亦是美术家。
横尾年幼时在家乡西胁经历过种种超常现象，对死的世界抱有好奇。曾就职于神户新闻社，负责装帧设计，后独立。受1980年7月在現代藝術博物館举办的毕加索展刺激，决心成为画家。之后开始美术家生涯。与作家三岛由纪夫相遇相知，深受其思想触动，后也因三岛之死冲击而长时间陷入神秘主义的世界。他喜爱披头士乐队，有众多相关藏品与设计，还曾出演影视作品。

## 生平

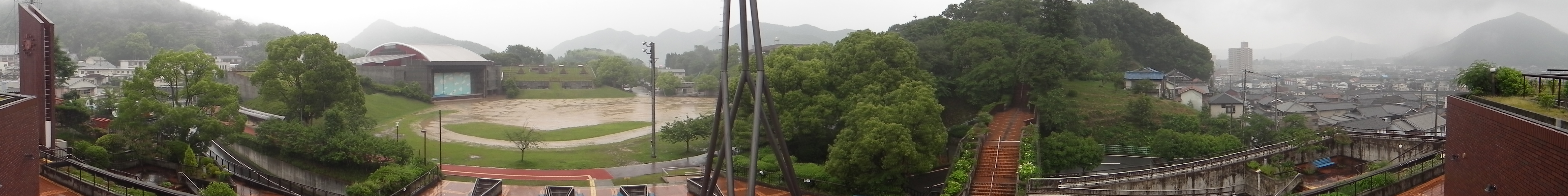
横尾家乡西胁市中心与童子山180°展望

- 1936年-出生于兵库县多可郡西胁町（现西胁市），为成濑光政家中次男。
- 1939年-成为叔父横尾诚起家养子。
- 1943年-西胁国民学校入学。
- 1949年-市立新制西胁中学入学。
- 1952年-兵库县立西胁高校入学。
- 1956年-神户新闻社入社。
- 1957年-加入「NON」。同年，与谷泰江结婚。
- 1959年-从神户新闻社退社。大阪ナショナル宣传研究社入社。
- 1962年-结识细江英公、寺山修司等人。
- 1964年-长女诞生。于东京奥林匹克运动会期间同和田诚、筱山纪信等人欧洲行。
- 1965年-与作家三岛由纪夫相识。
- 1967年-加入寺山修司剧团天井栈敷。
- 1969年-主演的首部电影「新宿小偷日记」（导演：大岛渚）公映。
- 1995年-每日艺术赏受赏。
- 2001年-紫绶褒章受赏。
- 2008年-首部小说『ぶるうらんど』获泉镜花文学奖。
- 2011年-旭日小绶章受赏。
- 2012年 - 11月3日 神户市灘区横尾忠则美术馆开馆。
- 2013年 - 6月27日 获西胁市名誉市民称号。
- 2013年 - 7月 丰岛横尾馆开馆。
- 2016年 - 凭借『言葉を離れる』获得第32回讲谈社随笔奖。

## 画廊

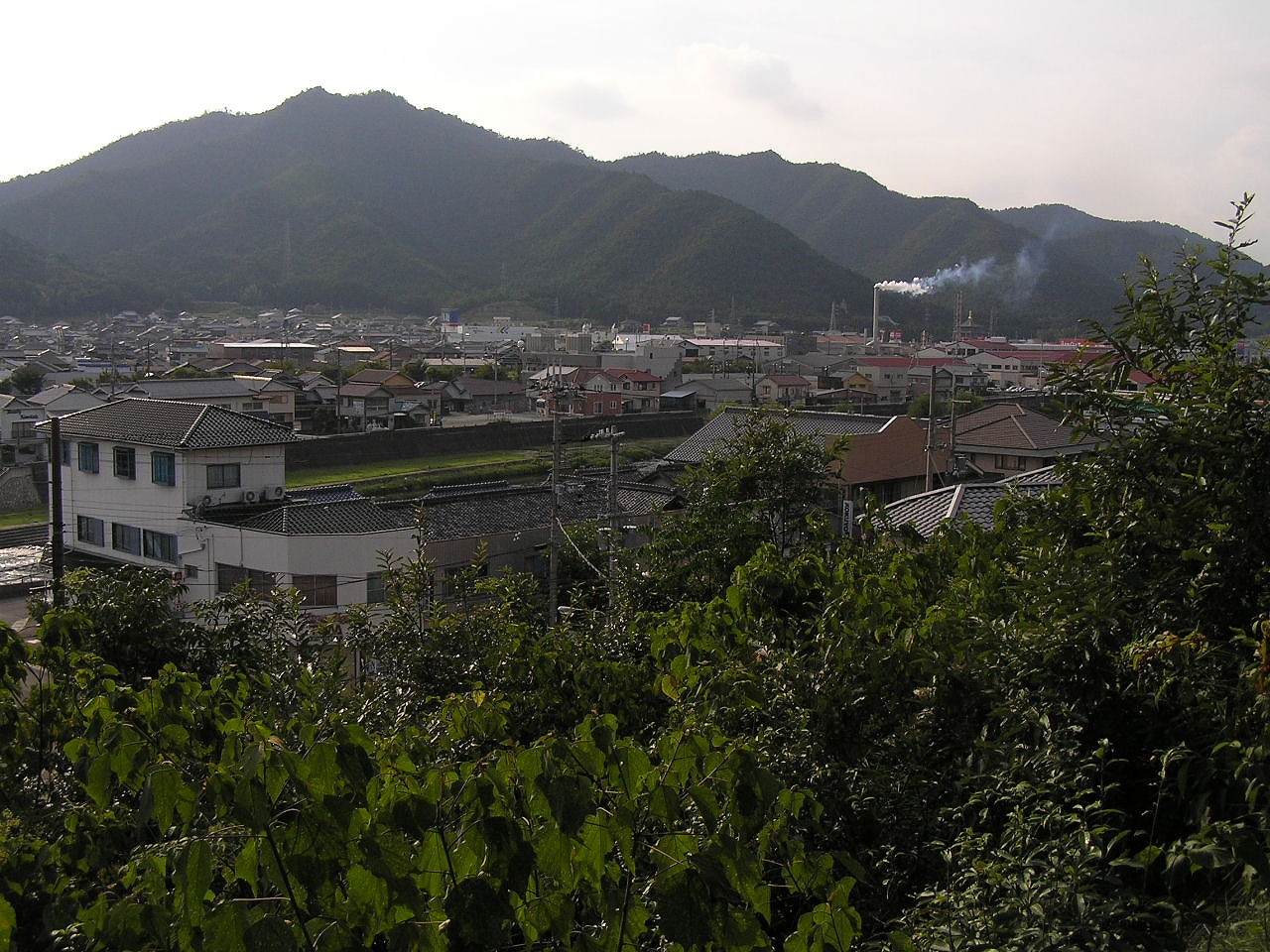
横尾出生并长大的西胁城区
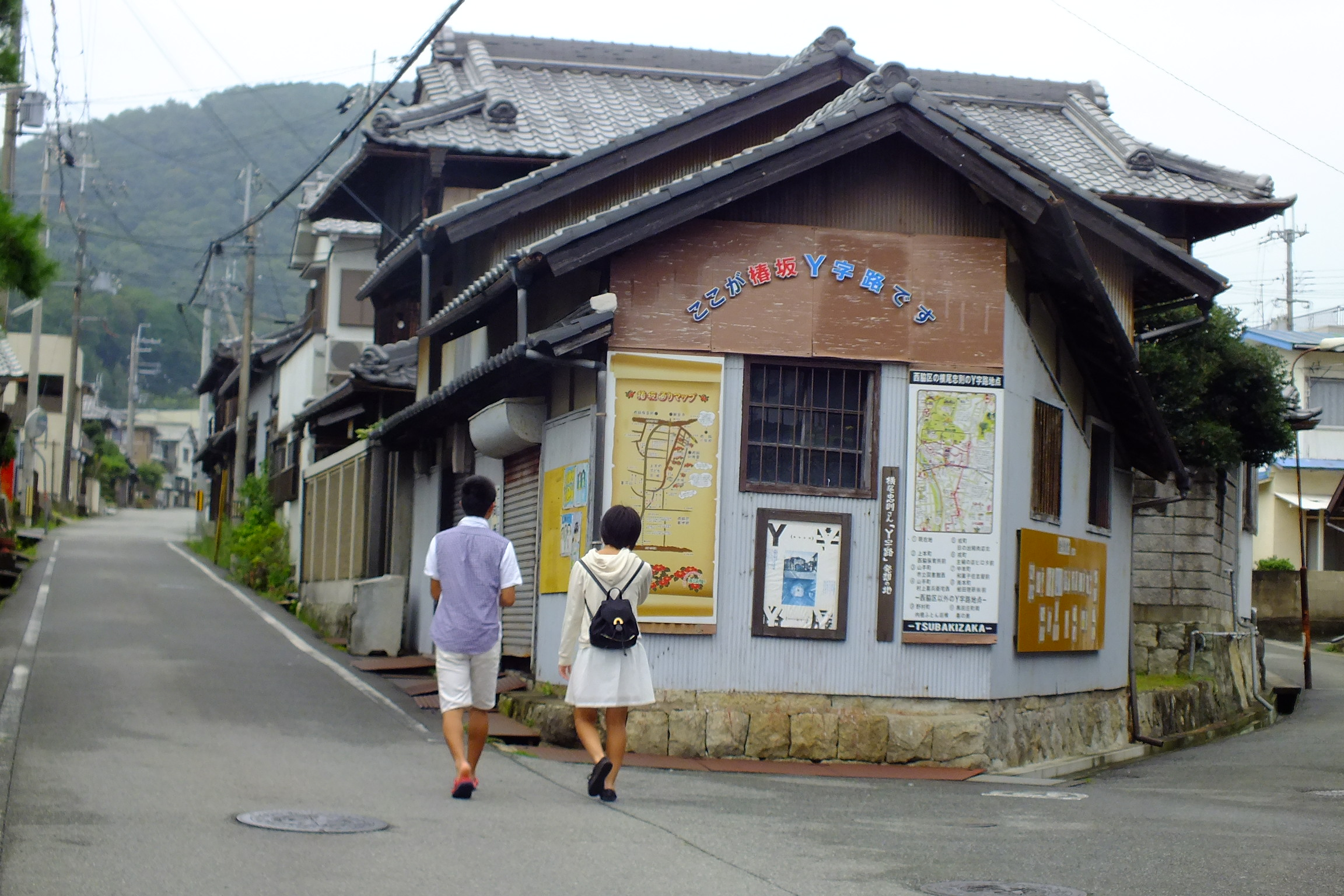
被称作横尾的起点的椿坂之景
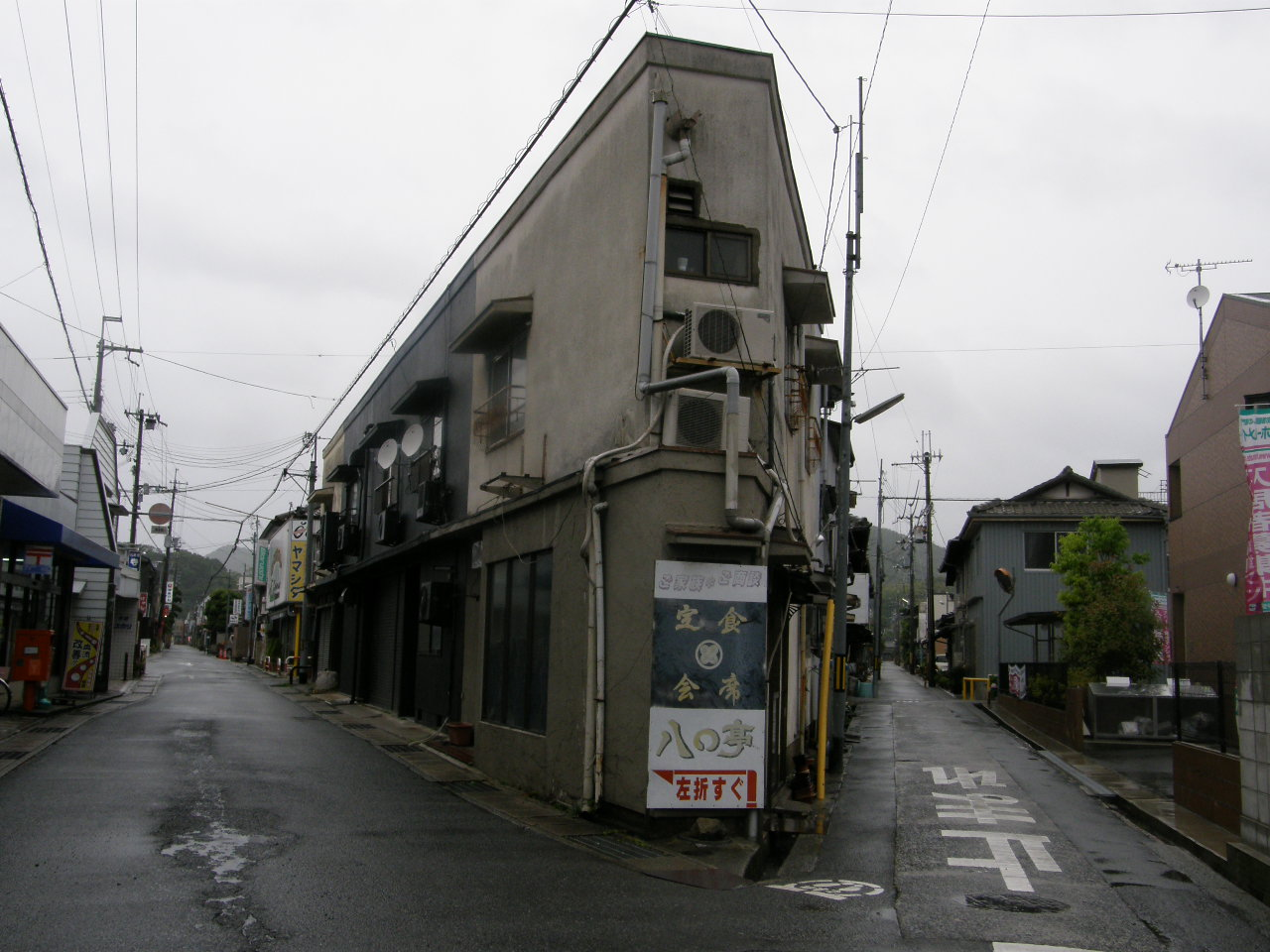
暗夜光路
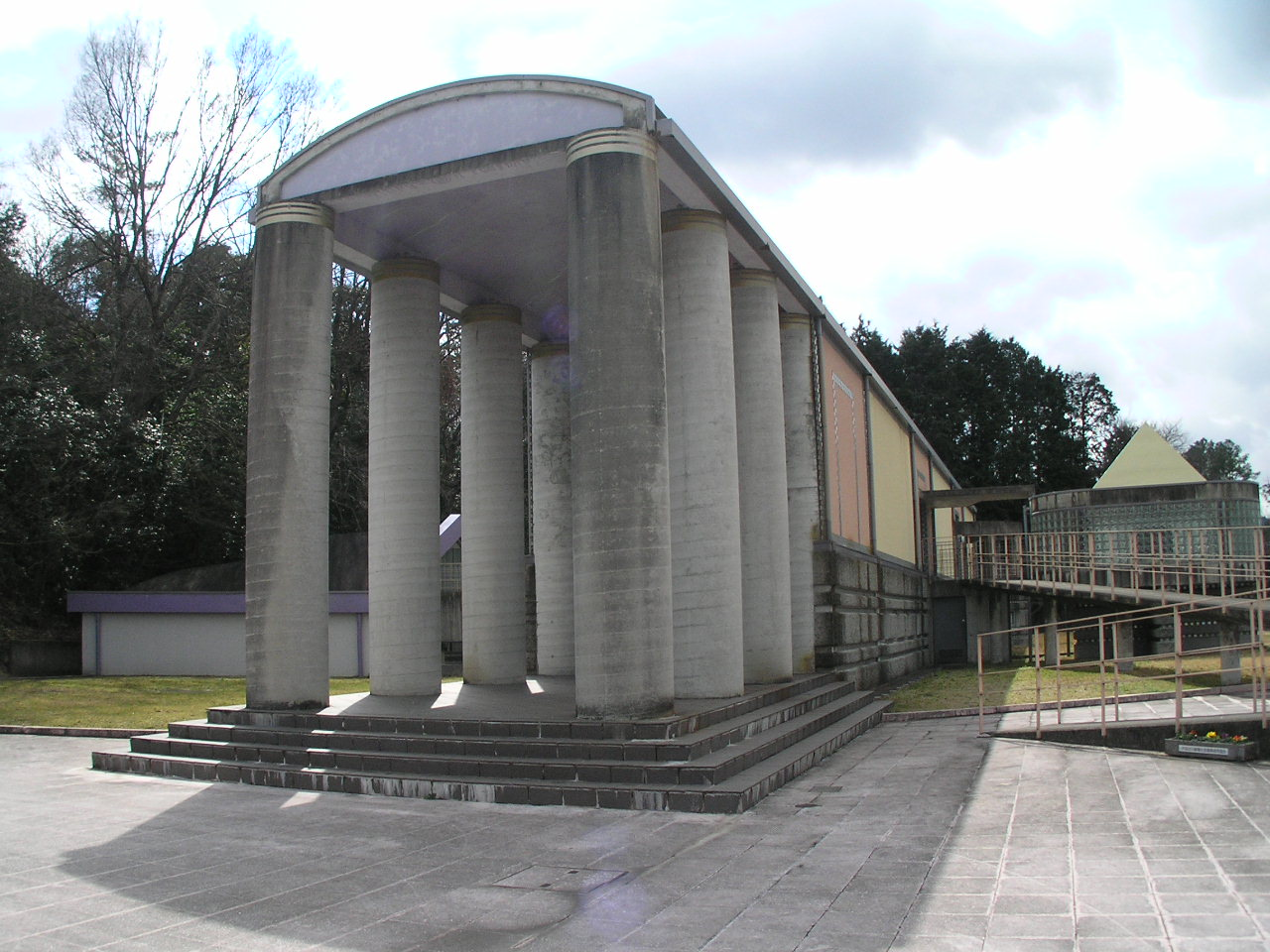
冈之山美术馆：为保存和展示横尾作品而建立的美术馆（西胁市，1984年开馆）
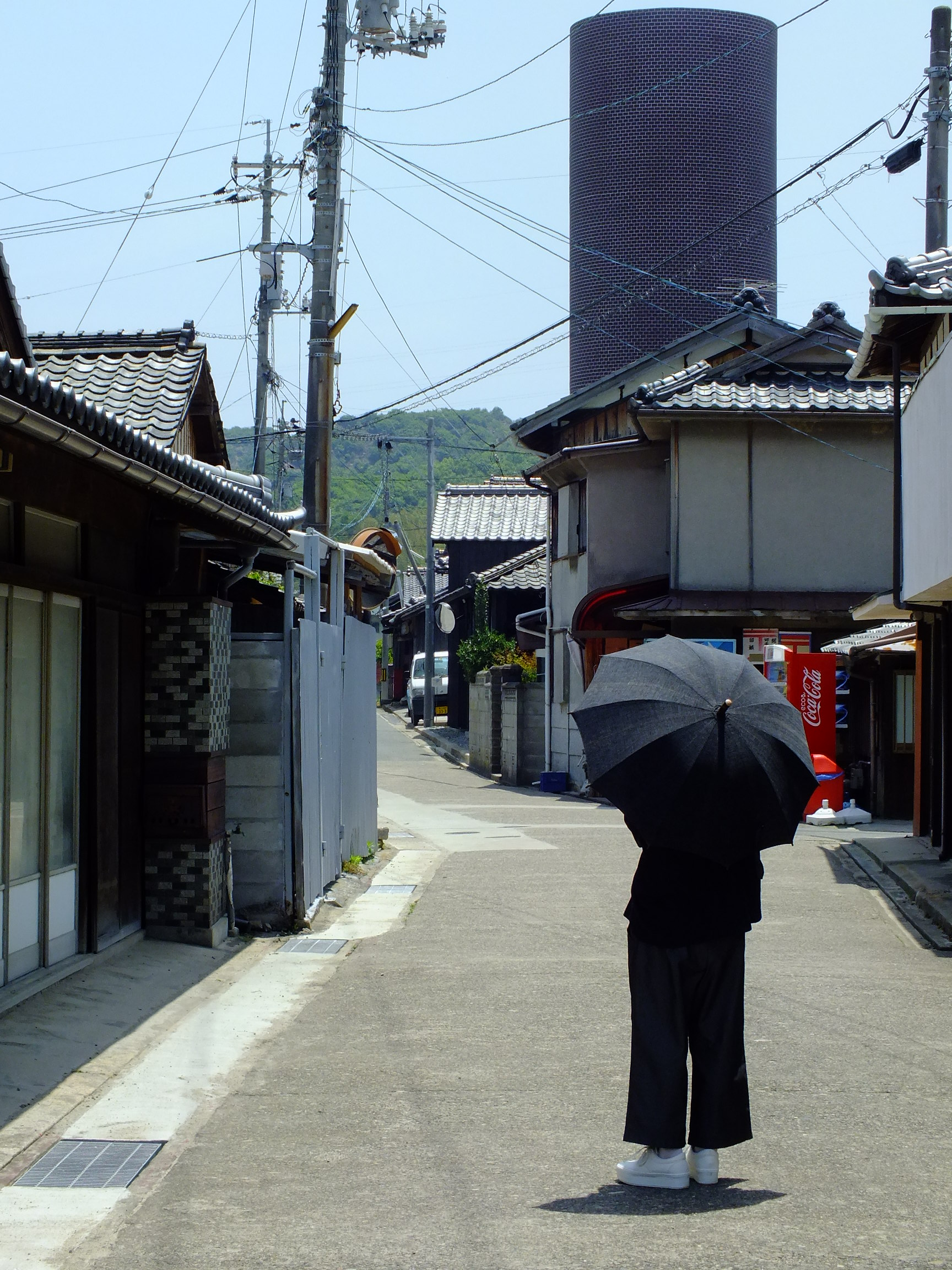
2013年7月开馆的丰岛横尾馆